# جوليان وايت
جوليان وايت (بالإنجليزية: Julian White)‏ (و. 1973  م) هو لاعب اتحاد الرغبي، من المملكة المتحدة، ولد في بليموث، يلعب كمبعد ‏.

## جوائز
حصل على جوائز منها:
- رتبة الإمبراطورية البريطانية.

## روابط خارجية
- جوليان وايت على موقع دوري الرغبي الممتاز (الإنجليزية)
- جوليان وايت عل موقع إسبنسكروم (الإنجليزية)
- جوليان وايت على موقع ItsRugby.co.uk (الإنجليزية)